# 丹羽圭子
丹羽 圭子（にわ けいこ、1959年 - ）は、日本の編集者、脚本家。兵庫県生まれ。筆名として中村 香がある。

## 来歴
脚本を学ぶために松竹シナリオ研究所に通うが、途中で顔を出さなくなった。
徳間書店に入社。アニメ雑誌『アニメージュ』に配属され、編集者として活動する。
1993年にスタジオジブリに移った鈴木敏夫の依頼で日本テレビで放送されたアニメ特番『海がきこえる』の脚本を「中村香」名義で手がけたことをきっかけに、脚本家としても活動するようになる。
2006年公開の映画『ゲド戦記』で監督の宮崎吾朗と脚本を共同で担当した。
2010年公開の映画『借りぐらしのアリエッティ』（監督は米林宏昌）で企画を兼ねる宮崎駿と共同で脚本を担当。駿が口頭で語るさまざまなアイディアを丹羽が文章にまとめることでシナリオを構築していったという。2011年公開の『コクリコ坂から』（監督は吾朗）、2013年公開の『風立ちぬ』でも同様に、駿がプロットを作ってそれを丹羽が脚本に仕上げる形で共同で担当した。
2014年公開の映画『思い出のマーニー』で監督の米林宏昌と作画監督の安藤雅司との共同執筆で脚本を担当。
2019年12月に新橋演舞場で上演された新作歌舞伎『風の谷のナウシカ』の脚本を執筆、第48回令和元年度「大谷竹次郎賞」を受賞した。宮崎駿作品としてもスタジオジブリ関連作品としても、歌舞伎舞台化は初めてだった。

## 人物
スタジオジブリ制作のアニメーション作品に脚本家として関り、宮崎駿・吾朗父子の双方と共同執筆した経験を持つ。『海がきこえる』の脚本を「中村香」名義で担当した後、『ゲド戦記』で吾朗と、『借りぐらしのアリエッティ』、『コクリコ坂から』で駿と共同で脚本を担当した。
編集者としては鈴木敏夫の下で『アニメージュ』の編集に携わったほか、小説家の碧野圭の作品などを手がけている。
徳間書店での上司にあたる鈴木敏夫は、丹羽について「何を考えているんだか、よく分からない、いつも、ぼ〜っとしている」と評しているが、その筆力については高く評価している。また、松竹シナリオ研究所の同期生である一色伸幸は、同期の中で丹羽が最もうまかったと指摘している。ただ、丹羽は突然松竹シナリオ研究所に来なくなってしまったため、後年、徳間書店を訪れた一色は丹羽を見つけてひどく驚いたという。

## 作品

### テレビアニメ
- 海がきこえる（1993年）- 脚本（「中村香」名義）

### 映画
- ゲド戦記（2006年） - 脚本（宮崎吾朗と共同）
- 借りぐらしのアリエッティ（2010年） - 脚本（宮崎駿と共同）
- コクリコ坂から（2011年） - 脚本（宮崎駿と共同）
- 風立ちぬ（2013年） - 協力
- 思い出のマーニー（2014年） - 脚本（米林宏昌、安藤雅司と共同）
- アーヤと魔女（2021年） - 脚本（郡司絵美と共同）

### ラジオドラマ
- 風立ちぬ（TBSラジオ、2021年） - 脚本[11]

### 歌舞伎
- 新作歌舞伎「風の谷のナウシカ」（2019年） - 脚本（戸部和久と共同）[13]

### 著作
- 脚本 コクリコ坂から（2011年、角川文庫） - 宮崎駿との共著

## 関連人物
- 一色伸幸
- 鈴木敏夫
- 徳間康快
- 宮崎吾朗
- 宮崎駿
- 望月智充
- 近藤勝也